# Мелхиседек (Стефанеску)
Епископ Мелхиседек (рум. Episcop Melchisedec; в миру Михаил Петрович Стефанеску или Штефэнеску, рум. Mihail Ştefănescu; 15 февраля 1823, Гырчина, Молдавское княжество — 16 мая 1892, Роман, Королевство Румыния) — епископ Румынской православной церкви, епископ Романский (1879—1892), церковный историк.
Состоял Почётным членом Киевской и Санкт-Петербургской духовных академий, императорского Археологического общества любителей духовного просвещения, а также большинства учёных обществ и высших учебных заведений Румынии, Сербии и Болгарии. Единственный из иерархов Румынской церкви состоял членом Национальной Академии.

## Биография
Родился 15 февраля 1823 года в местечке Гырчина в семье Петраче и Анастасии Стефанеску, происходящих из духовного сословия. Начальное образование получил в родном селе, а в 1842 году окончил Сокольскую духовную семинарию в Яссах.
В 1843 году был пострижен в иночество и рукоположен в сан иеродиакона в Сокольском монастыре и оставлен преподавать в низших классах Сокольской духовной семинарии.
С 1847 года, по рекомендации ректора Сокольской семинарии Михаила Скрибана, обучался в Киевской духовной академии, которую окончил в 1851 году со степенью магистра богословия. По просьбе управляющего Молдавской епархией епископа Леордания, был рукоположен митрополитом Киевским Филаретом (Амфитеатровым) в Киево-Печерской лавре в сан иеромонаха.
30 декабря 1862 года был хиротонисан во епископа Трипольского, викария Хушской епархии. 10 мая 1865 года назначен управляющим Нижнедунайской епархии с кафедрой в городе Измаиле, в котором оставался до 12 октября 1878 года — времени присоединения Южной Бессарабии к Российской империи. На тот период времени в епархии насчитывалось 94 церкви. Епархия была поделена на два округа: в измаильский входили 6 городских и 28 сельских церквей, в которых служило двенадцать городских и тридцать сельских священников. В 1865 году духовная школа была преобразована в четырёхгодичную Измаильскую духовную семинарию.
В 1868 году возглавил дипломатическую миссию к российскому императору Александру ІІ. После русско-турецкой войны 1878—1879 годов, по Берлинскому мирному трактату, княжество Румыния возвратило обратно Российской империи часть Бессарабской территории, отошедшей от неё в 1856 году (в том числе Измаильский уезд). В состав комиссии по приёму русскими делегатами от румын, воссоединенной части Бессарабии вошёл и епископ Мелхиседек. 10 октября 1878 года в Измаильском Покровском соборе была совершена литургия, во время которой епископ Мелхиседек находился в алтаре собора, но в службе участия не принимал. На следующий день епископ уехал из Измаила, увезя с собой многочисленные рукописи, собранные им за годы пребывания в крае.
До мая 1879 года епископ проживал в Галацах — новом месте пребывания епископов Нижнедунайских. 22 февраля 1879 года был избран епископом Романской епархии.
Скончался 16 мая 1892 года в Романе.

## Апологетика и исторические труды
В период своего пребывания в Измаиле епископом Мелхиседеком был напечатан труд «Липованство — русские схизматики или раскольники и еретики» («Lipovenismul — schismaticii sau rascolnicii si ereticii rusesti») — история и критика русского старообрядчества, изданы слова и речи, произнесенные иерархом в церквах и на некоторых празднествах, а также ряд учёных трудов: «Папизм в Румынии», «Об армянской церкви», «Надписи в армянских церквях в Румынии», «Историко-археологическое описание 48 монастырей и древних церквей в Молдавии», «Протестантизм в Румынии» и др.

## Публикации
- Cronica Hușilor și a Episcopiei cu aseminea numire, București 1869, IX + 463 + 175 p. + 3 foi;
- Cronica Romanului și a Episcopiei de Roman, 2 vol., București, 1874—1875, IV + 352 p. (I) + VI + 239 p. (II);
- Lipovenismul, adică schismaticii și ereticii rusești … . București, 1871, 547 p. (tradusă în grecește și tipărită la Constantinopol în 1876);
- Relațiuni istorice despre țările române din epoca de la finele veacului al XVI-lea și începutul celui de al XVII-lea, București 1882, 55 p.;
- Memoriu despre Tetraevanghelul lui Stefan cel Mare de la Humor și Tetraevanghelul mitropolitului Grigorie de la Voroneț, București, 1882;
- Inscripția de la Mânăstirea Războieni, București, 1882, 48 p.;
- O vizită la câteva mânăstiri și biserici antice din Bucovina, București, 1883, 65 p.;
- Inscripțiunile bisericilor armenești din Moldova, București, 1883, 71 p.;
- Catalog cu cărțile sârbești și rusești, manuscrise vechi ce se află în biblioteca Mânăstirii Neamț, București, 1983, 71 p.;
- Papismul și starea actuală a Bisericii Ortodoxe din Regatul României, București, 1883, 110 p.;
- Vizita și scrierile lui Grigore Tamblac, București, 1884, 109 p.;
- Notițe istorice și arheologice adunate de pe la 48 de mânăstiri și biserici antice din Moldova, București, 1885, 318 p.;
- Schițe biografice din viața mitropolitului Ungrovlahiei Filaret II (1792) și a altor persoane bisericești contemporane cu dânsul, Roman, 1886, 69 p. (și București, 1987, 80 p.);
- Viața și minunile Cuvioasei Maicei noastre Parascheva cea nouă și istoricul sfintelor ei moaște, București, 1989, 65 p.;
- Tratat despre cinstirea și închinarea icoanelor în Biserica Ortodoxă și despre icoanele făcătoare de minuni din România, București, 1890, 49 p.;
- Biserica Ortodoxă în luptă cu protestantismul, în special cu calvinismul în veacul al XVII-lea și cele două sinoade din Moldova contra calvinilor, București, 1890, 116 p. ș.a.;
- Câteva lucrări de istorie bisericească i-au rămas în manuscris.
- A tradus din limba germană (după K. J. Hefele) 64 de cuvinte sau predici ale Sf. Ioan Hrisostom orânduite după sărbători și duminici (București, 1883), iar din slavonește și grecește câteva cărți de slujbă.
- Se adaugă la toate acestea numeroase discursuri, dizertații, memorii, citite în Sf. Sinod (de pildă: Biserica Ortodoxă și calendarul, 1881, 44 p.;
- Memoriu pentru cântările bisericești în România, 1881, 28 p.;
- Studiu despre ierarhia și instituțiunea sinodului în Biserica Ortodoxă a Răsăritului în genere și despre ierarhia instituțiunii sinodale în Biserica Ortodoxă Română, 1883, 75 p.);
- O Carte de rugăciuni, 1884, 233 p.;
- Corespondență publicată mai târziu).
- Biographia prea sântitului Dionisie Romano, episcopul de Buzău, Tipografia Academieĭ române, 1882